# ウサギゴケ
ウサギゴケ(Utricularia sandersonii)は、タヌキモ属の小型の多年性植物食虫植物である。

## 概要

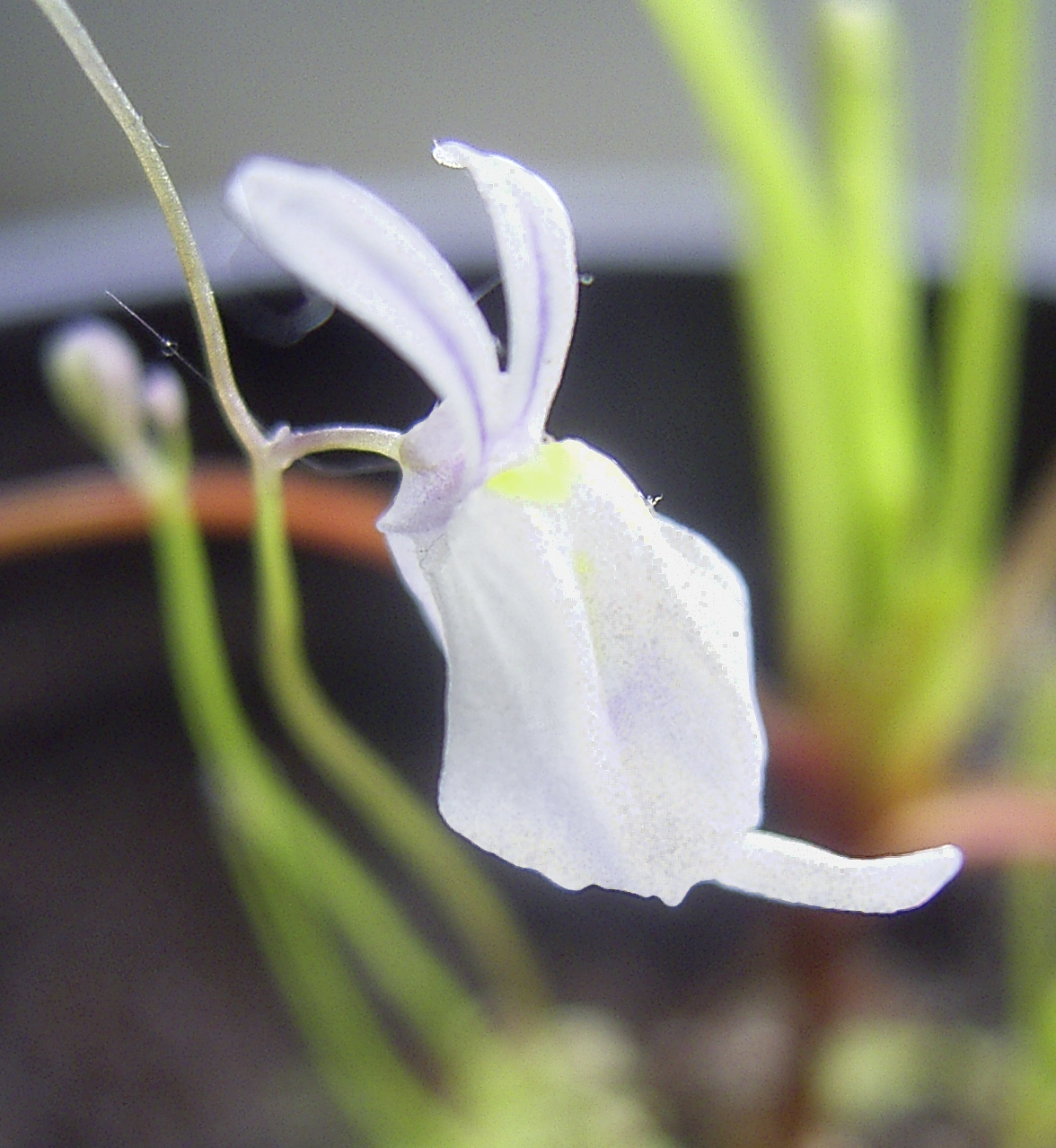
ウサギゴケの花の形は、ウサギの顔のように見える。

南アフリカ共和国の固有種であり、クワズール・ナタール州からトランスカイに分布していることが知られている。ウサギゴケは、湿地に生える岩生植物で、高度210mから1200mの垂直な岩面に生える。1865年にイギリスの植物学者ダニエル・オリバーによって初めて報告された。
ウサギゴケは、ニュージーランドでは侵略種としてNational Pest Plant Accordに記載されている。